# Nalliers (Vienne)
Nalliers település Franciaországban, Vienne megyében. Lakosainak száma 306 fő (2022. január 1.). Nalliers Mérigny, La Bussière, Saint-Germain, Saint-Pierre-de-Maillé és Saint-Savin községekkel határos.

## Népesség
A település népességének változása:
| Lakosok száma | 305  | 315  | 328  | 320  | 316  | 312  | 308  | 304  | 306  |
|               | 2013 | 2015 | 2016 | 2017 | 2018 | 2019 | 2020 | 2021 | 2022 |